# Styela wandeli
Styela wandeli är en sjöpungsart som först beskrevs av Sluiter 1911.  Styela wandeli ingår i släktet Styela och familjen Styelidae.
Artens utbredningsområde är Södra Ishavet. Inga underarter finns listade i Catalogue of Life.